# Arthroleptis reichei
Arthroleptis reichei is een kikker uit de familie Arthroleptidae. De soort werd voor het eerst wetenschappelijk beschreven door Fritz Nieden in 1911. Later werd de wetenschappelijke naam Abroscaphus reichei gebruikt.
De kikker komt voor in delen van Afrika en komt voor in de landen Tanzania en Malawi. De soort is aangetroffen in berggebieden op een hoogte 1500 tot 2000 meter boven zeeniveau. De habitat bestaat uit de strooisellaag van vochtige, groenblijvende bossen, de kikker is bodembewonend.
Net als andere soorten uit het geslacht Arthroleptis komen de gemetamorfoseerde waarschijnlijk direct uit het ei, er is dus geen oppervlaktewater nodig voor de ontwikkeling en geen vrijzwemmend larvestadium. Er is verder weinig bekend over de soort.